# Клівлендський м'ясник
Клівлендський м'ясник, також відомий як Божевільний м’ясник із Кінгсбері-Ран, був невідомим серійним вбивцею, який діяв у Клівленді, штат Огайо, США, у 1930-х роках. Вбивства характеризувались розчленуванням дванадцяти виявлених жертв та утилізацією їхніх останків у бідному районі Кінгсбері-Ран. Більшість жертв прийшли з району на схід від Кінгсбері-Ран, який називають «Ревучий третій» або «Джунглі бродяги», відомий своїми барами, азартними притонами, борделями та бродягами. Незважаючи на розслідування вбивств, яке свого часу очолював відомий правоохоронець Еліот Несс, тодішній директор громадської безпеки Клівленда , вбивцю так і не затримали.

## Вбивства

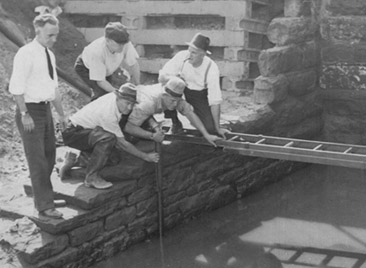
Поліція Клівленда шукає людські останки, вересень 1936 року

Офіційна кількість вбивств, приписуваних Клівлендському вбивці торса, становить дванадцять, хоча останні дослідження показали, що їх могло бути аж двадцять.  Дванадцять відомих жертв були вбиті між 1935 і 1938 роками.  Деякі слідчі, включаючи головного детектива Пітера Меріло, вважають, що в районах Клівленду, Янгстауну та Піттсбургу між 1920-ми та 1950-ми роками могло бути тринадцять чи більше його жертв. Двома основними кандидатами на додавання до початкового списку вбитих є невідома жертва на прізвисько «Леді озера», знайдена 5 вересня 1934 року, і Роберт Робертсон, знайдений 22 липня 1950 року.
Жертвами м'ясника зазвичай були бродяги, особи яких ніколи не були встановлені, хоча були деякі винятки. Жертви під номерами 2, 3 та 8 були ідентифіковані як Едвард Андрасі, Флоренс Полілло та, можливо, Роуз Воллес відповідно. Здавалося, що жертвами були люди нижчого класу — легка здобич у Клівленді часів депресії . Багато з них були відомі як «працюючі бідняки», яким більше не було де жити, окрім занедбаних нетрів часів Депресії або «Гувервілів» у районі, відомому як Клівлендські квартири.
М'ясник завжди відсікав голову і часто розчленовував тіла своїх жертв, іноді розрізаючи тулуб жертви навпіл або відрізаючи їх придатки. У багатьох випадках причиною смерті було саме обезголовлення або розчленування. Більшість постраждалих чоловіків були кастровані. Деякі жертви мали сліди хімічної обробки їх тіла. Багато жертв були знайдені через значний період часу після їхньої смерті, іноді понад рік. В епоху, коли криміналістична наука була в основному в зародковому стані, ці фактори ще більше ускладнювали ідентифікацію, тим більше, що голови часто залишалися невиявленими. 
Під час «офіційних» вбивств Еліот Несс обіймав посаду директора громадської безпеки Клівленда, посаду з повноваженнями над департаментом поліції та допоміжними службами, включаючи пожежну службу.  Хоча Несс майже не мав відношення до розслідування, його репутація лідера "Недоторканих" зробила його непереборним персонажем у сучасній історії «вбивств м'ясника».  Несс сприяв арешту та допиту одного з головних підозрюваних, доктора Френсіса Е. Суіні. Крім того, він особисто проводив рейди в шалашах бродяг і врешті спалив Kingsbury Run, з якого вбивця забирав своїх жертв, намагаючись зупинити вбивства.  У якийсь момент вбивця насміхався над Нессом, помістивши останки двох жертв на очах свого офісу в мерії.   

## Жертви
Більшість дослідників вважають, що жертв дванадцять, хоча деякі нараховують аж 20  . Нові дані свідчать про те, що жінка, яку називають «Пані озера», може бути включена.   Встановлено лише двох постраждалих; інші десять були шістьма John Does і чотири Джейн Доу.   
| Порядок знаходження | Жертва                                  | Дата знаходження            | Місце знаходження                                                                   | Звіт про розтин | Приблизний час від смерті до знаходження тіла                                          | Дата вбивства               | Ймовірний порядок вбивства |
| ------------------- | --------------------------------------- | --------------------------- | ----------------------------------------------------------------------------------- | --- | -------------------------------------------------------------------------------------- | --------------------------- | -------------------------- |
| 1                   | Едвард Андрессі                         | 23 вересня 1935 року        | Jackass Hill area of Kingsbury Run (near East 49th and Praha Avenue)                | Andrassy was found lying about 30 футів (9,1 м) from John Doe I. He had been decapitated and emasculated. His head was recovered. | Two to three days                                                                      | вересень 1935 року          | 2                          |
| 2                   | Джон Доу I                              | 23 вересня 1935 року        | Jackass Hill area of Kingsbury Run                                                  | Male body was never identified. Emasculated and decapitated, head recovered. The skin was treated with a chemical agent that caused it to become reddish and leathery. | Initial estimates were seven to ten days. It was later revised to three to four weeks. | вересень 1935 року          | 1                          |
| 3                   | Флоренс Женев'єв Полілло (alias Martin) | 26 січня/7 лютого 1936 року | Between 2315 and 2325 East 20th Street in downtown Cleveland and 1419 Orange Avenue | Her body had been dismembered, the head was recovered. | Two to four days                                                                       | Січень 1936 року            | 3                          |
| 4                   | Джон Доу II "The Tattooed Man"          | 5 червня 1936 року          | Kingsbury Run                                                                       | The victim was decapitated while alive. His head was recovered. *[›] | Two days                                                                               | Червень 1936 року           | 5                          |
| 5                   | Джон Доу III                            | 22 липня 1936 року          | Big Creek area of Brooklyn, west of Cleveland                                       | The victim was dismembered while still alive. His head was recovered. This unidentified male body was the only known West Side victim.**[›] | Two months                                                                             | Травень 1936 року           | 4                          |
| 6                   | Джон Доу IV                             | 10 вересня 1936 року        | Kingsbury Run                                                                       | Only half the torso was found. Nothing remained below the hips. The head was never found nor the body identified. | Two days                                                                               | Вересень 1936 року          | 7                          |
| 7                   | Джейн Доу I                             | 23 лютого 1937 року         | Euclid Beach on the Lake Erie shore                                                 | The unidentified female body was found at the same spot as the 1934 noncanonical victim nicknamed "The Lady of the Lake" (see below). The head was never found. | Three to four days                                                                     | Лютий 1937 року             | 8                          |
| 8                   | Джейн Доу II                            | 6 червня 1937 року          | Beneath the Lorain-Carnegie bridge                                                  | Only black victim. The body was decapitated and missing a rib. The head was recovered. ***[›] | One year                                                                               | Червень 1936 року           | 6                          |
| 9                   | Джон Доу V                              | 6 липня 1937 року           | Pulled out of Cuyahoga River in the Cleveland Flats                                 | Body of this male was recovered but the head was never found. | Two to three days                                                                      | Липень 1937 року            | 9                          |
| 10                  | Джейн Доу III                           | 8 квітня 1938 року          | Cuyahoga River in the Cleveland Flats                                               | On April 8 only the victim's lower leg was recovered. On May 2 a human thigh was discovered floating in the river to the east of the West 3rd Street bridge. A police search under the bridge found a burlap sack containing the victim's headless torso cut in two halves, another thigh and a left foot. The head and the rest of the body were never found. Only victim to have drugs in her system. | Three to five days                                                                     | Квітень 1938 року           | 12                         |
| 11                  | Джейн Доу IV                            | 16 серпня 1938 року         | East 9th Street Lakeshore Dump                                                      | Decapitated female body. Head recovered. | Four to six months                                                                     | Лютий - Квітень 1938 року   | 11                         |
| 12                  | Джон Доу VI                             | 16 серпня 1938 року         | East 9th Street Lakeshore Dump                                                      | Discovered at the same time as Jane Doe IV. Male decapitated body. Head was found in a can. Victim never identified. | Seven to nine months                                                                   | Листопад 1937 – Січень 1938 | 10                         |

Едвард Андрасі був похований на кладовищі Святої Марії, Клівленд, штат Огайо;  Флоренс Полілло похована в Пенсільванії  П'ятеро з Джона/Джейн Доу («Леді Озера»; а жертви Джон Доу № 1; Джон Доу № 2; Джон Доу № 4; Джейн Доу № 1) були похований у Поттерс-Філд Секції на кладовищі Хайленд-Парк, Гайленд-Парк, Кайахога, Огайо . 

### Можливі жертви
Декілька неканонічних жертв зазвичай обговорюються у зв'язку з вбивцею торса. Перший отримав прізвисько «Пані озера» і був знайдений біля пляжу Евкліда на березі озера Ері 5 вересня 1934 року практично на тому ж місці, що й канонічна жертва № 7. Деякі дослідники жертв торс-вбивці зараховують «Пані Озера» як жертву номер 1, або «Нульову жертву». 
Безголове тіло невідомого чоловіка було знайдено в товарному вагоні в Нью-Каслі, штат Пенсільванія, 1 липня 1936 року.  3 травня 1940 року в товарних вагонах поблизу МакКіс-Рокс, штат Пенсільванія, були знайдені три безголові жертви. Усі отримали ті самі поранення, що й убивця з Клівленда.  Розчленовані тіла також були знайдені на болотах поблизу Нью-Каслу в період з 1921 по 1934 і між 1939 і 1942 роками. У вересні 1940 року в статті в New Castle News вбивця згадується як «Вбивця з болота». Майже ідентична подібність між жертвами в Нью-Каслі та жертвами в Клівленді, штат Огайо, у поєднанні зі схожістю між Болотом вбивств у Нью-Каслі та Клівлендським Кінгсбері-Ран, обидва з яких були безпосередньо з’єднані лінією залізниці Балтімор і Огайо, було достатньо, щоб переконати Клівленд. Детектив Пітер Меріло про те, що вбивства в Нью-Каслі були роботою «Божевільного м'ясника з Кінгсбері-Ран».  Мерило був переконаний, що сполученням є залізниця, яка курсує двічі на день між двома містами; він часто їздив по рейках під прикриттям, шукаючи підказок особи вбивці. 
22 липня 1950 року тіло 41-річного Роберта Робертсона було знайдено на підприємстві на Девенпорт-авеню 2138 у Клівленді. Поліція вважала, що він був мертвий від шести до восьми тижнів і, схоже, був навмисно обезголовлений . Його смерть, здавалося, відповідала профілю інших жертв: він був віддалений від своєї сім’ї, мав досьє про арешт і проблеми з алкоголем, а також був на периферії суспільства. Незважаючи на широке висвітлення в газетах, пов’язуючи вбивство зі злочинами 1930-х років, детективи, які розслідували смерть Робертсона, розглядали це як ізольований злочин.  
У 1939 році «Вбивця торса» заявив, що вбив жертву в Лос-Анджелесі, Каліфорнія . Розслідування виявило кістки тварин.  

## Підозрювані
24 серпня 1939 року 52-річний житель Клівленда Френк Долезал був заарештований як підозрюваний у вбивстві Флоренс Полілло; пізніше він помер за підозрілих обставин у в’язниці округу Кайахога.  
Більшість дослідників вважають останнє канонічне вбивство 1938 року. Одним із підозрюваних був доктор Френсіс Е. Суїні.   Народився 5 травня 1894 року, Суїні був ветераном Першої світової війни, який був частиною медичної частини, яка проводила ампутації в польових умовах; Після війни Суїні став алкоголіком через патологічну тривогу та депресію, що виникли внаслідок його військового досвіду .  Пізніше у Суіні взяв особисте інтерв'ю Еліот Несс, який керував офіційним розслідуванням вбивств як директор з безпеки Клівленда.   Перед допитом Суїні було затримано, і він був настільки п'яним, що тримали його в готельному номері протягом 3 днів, поки він не протверезів.  Кажуть, що під час цього допиту Суіні «не зміг пройти» два дуже ранніх тестування на поліграфі . Обидва тести проводив експерт на поліграфі Леонард Кілер, який сказав Нессу, що у нього є своя людина. Несс, мабуть, відчував, що шансів на успішне судове переслідування лікаря було мало, тим більше, що він був двоюрідним братом одного з політичних опонентів Несса, конгресмена Мартіна Л. Суіні, який публічно переслідував Несса через те, що він не впіймав вбивцю.  Після того, як Свіні прийняв себе, більше не було жодних слідів чи зв’язків, які поліція могла б призначити йому як можливому підозрюваному. З ув’язнення в лікарні Суїні розсилав листівки з погрозами та переслідував Несса та його сім’ю до 1950-х років, а листівки перестали надходити лише після його смерті.   Суїні помер у госпіталі для ветеранів у Дейтоні 9 липня 1964 року  .
У 1997 році інша теорія постулювала, що, можливо, не було жодного м’ясника з Кінгсбері-Ран, оскільки вбивства могли бути скоєні різними людьми. Це було засновано на припущенні, що результати розтину були непереконливими. По-перше, коронер округу Кайахога Артур Дж. Пірс, можливо, був непослідовним у своєму аналізі щодо того, чи були порізи на тілах фахівцями чи халепою. По-друге, його наступник Семюель Гербер, який почав привертати увагу преси через свою участь у таких справах, як судовий процес про вбивство Сема Шеппарда, здобув репутацію сенсаційних теорій. Тому достеменно відомо лише те, що всі жертви вбивства були розчленовані. Також ходять чутки, що Клівлендський вбивця торсів переїхав на захід і написав лист або два Елліоту Нессу, в якому говорив, що покинув Клівленд назавжди, але він міг бути причетний до вбивства «Чорної Жоржини», оскільки обидва вбивства мали схожість, відомої лише сам вбивця. Кажуть, що Еліот Несс забрав ім’я вбивці в могилу.  

## У масовій культурі
Серія коміксів 1998–1999 років « Торс » Брайана Майкла Бендіса та Марка Андрейка була заснована на вбивствах. 
Фільм 2018 року The Kingsbury Run був заснований на вбивствах. 
Вбивства та полювання на злочинців були висвітлені в епізоді « Нерозгадані таємниці» . 
Еліот Несс і Божевільний м’ясник: Полювання на найсмертоносного невідомого серійного вбивцю Америки на зорі сучасної кримінології, автор Макс Аллан Коллінс та А. Бред Шварц, був опублікований 4 серпня 2020 року.
Вбивця тулуба Клівленда згадується в різних епізодах « Злочинних умів ».
Вбивства були висвітлені в епізоді Buzzfeed Unsolved . 
У другому сезоні подкасту « Злочини століть » висвітлювали «Вбивства в Клівленді».  [Архівовано 11 січня 2022 у Wayback Machine.]

## Дивитися також
- Чорна жоржина, справа про вбивство в Лос-Анджелесі, яку, за припущеннями деяких слідчих, вчинив той самий вбивця. [30]
- Орлі Мей, детектив, який працював над справою
- Thames Torso Murders, ще одна серія вбивств, у яких залишилися тулуби жертв

Основні:
- Список непійманих втікачів
- Список серійних вбивць у США

### Примітки

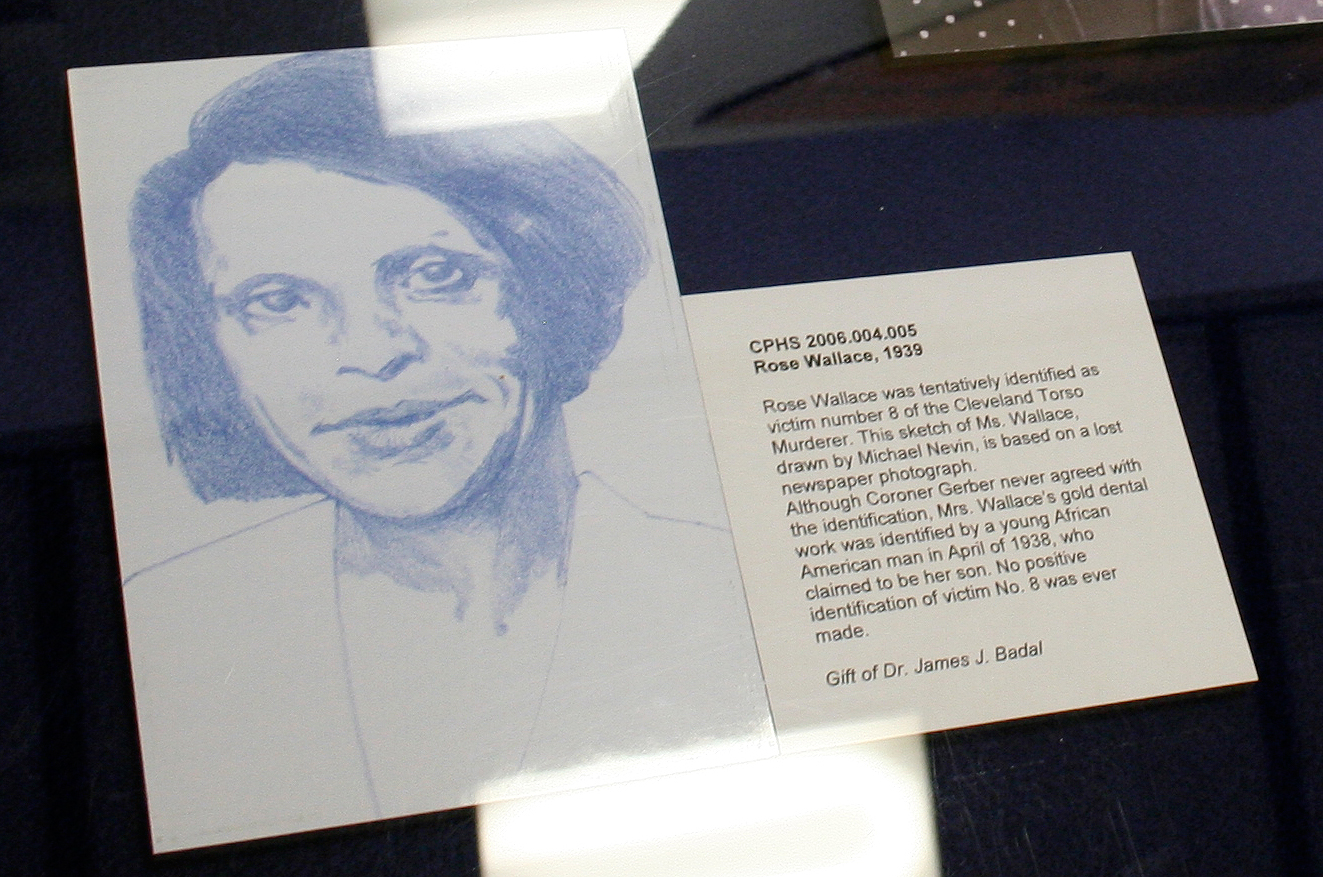
Роуз Уоллес

### Цитати
1. 1 2 3  VanTassel, David D.; Grabowski, John J.; Schill, Megan (2020). Torso Murders. У Stavish, Mary B.; VanTassel, David D.; Grabowski, John J. (ред.). Encyclopedia of Cleveland History (вид. 3rd). Case Western Reserve University. Архів оригіналу за 7 вересня 2021. Процитовано 7 вересня 2021.
2. ↑  Richards, George E. (1 вересня 2011). Leysath, Maggie; Goerzen, Anthony (ред.). The last boy scout: Eliot Ness' tenure as Cleveland, Ohio's public safety director (PDF). International Journal of Humanities and Social Science. New York City, New York, United States of America: Center for Promoting Ideas (CPI). 1 (12): 14—21. ISSN 2220-8488. Архів оригіналу (PDF) за 7 листопада 2017. Процитовано 22 лютого 2022.
3. 1 2  DeRoos, Dan (31 жовтня 2018). Smith, Robert; Finch, James (ред.). A Halloween discussion of Cleveland's most gruesome, unsolved crime. CBS 19 (WOIO-TV). Gray Television Inc. (Gray Media Group, Inc.). Архів оригіналу за 1 листопада 2018.
4. ↑  DeMarco, Laura (19 вересня 2019). Quinn, Chris; Johnston, Laura (ред.). Cleveland's infamous Torso Murders: 80 years later, the fascination endures (vintage photos). Cleveland.com. Advance Local Media. Архів оригіналу за 7 вересня 2021. Процитовано 7 вересня 2021.
5. ↑  Jones, 1990, с. 86-95.
6. ↑  Badal, 2014, с. 164, July 22, 1950: An Echo from the Past.
7. ↑  Jones, 1990, с. 103.
8. ↑  Jones, 1990, с. 96.
9. 1 2 3 4  Monroe, Jasmine (31 жовтня 2017). Mitchell, Russ (ред.). Cleveland's unsolved torso murders subject of new book. 3 News (WKYC-TV). Tegna Inc. Процитовано 7 вересня 2021.
10. 1 2  Heimel, Paul (2000). Eliot Ness: The Real Story (вид. 2nd). Knox Books. ISBN 9781581821390.
11. 1 2 3  Calder, James D. (22 січня 2014). Ness, Eliot. У Albanese, Jay S.; Arrington, Christina Barnes; Blowers, Anita N.; Brennan, Pauline K.; Brewster, Mary P.; Bumgarner, Jeffrey B.; Cencich, John Robert; Cordner, AnneMarie; Dodge, Mary (ред.). The Encyclopedia of Criminology and Criminal Justice. Blackwell Publishing Ltd. (Wiley & Sons). с. 1—5. doi:10.1002/9781118517383.wbeccj335. ISBN 9780470670286. Архів оригіналу за 7 вересня 2021. Процитовано 7 вересня 2021.
12. 1 2  Badal, James Jessen (2011). Armelli, Tom; Reynolds, Pat; McFarland, Rebecca; Patena, Shelley (ред.). The Kingsbury Run murders, aka "the Torso murders". Cleveland Police Museum. Cleveland Police Historical Society. Архів оригіналу за 3 серпня 2017.
13. ↑  Meli (1938). Fire in shantyville, Kingsbury Run (JPEG) (Photograph). Cleveland State University. Процитовано 7 вересня 2021. Архівована копія. Архів оригіналу за 7 вересня 2021. Процитовано 22 лютого 2022.{{cite web}}:  Обслуговування CS1: Сторінки з текстом «archived copy» як значення параметру title (посилання)
14. ↑  Badal, 2014, с. I, Introduction.
15. ↑  DeMarco, Laura (31 жовтня 2017). Swartz, Steven R.; Pruitt, Gary (ред.). Cleveland's notorious Torso Murders revisited (photos). The Associated Press (AP). Associated Press, Inc./The Associated Press Television News Limited. The Plain Dealer. Архів оригіналу за 22 лютого 2022. Процитовано 7 вересня 2021.
16. ↑  Badal, 2014, с. 126-133, April 8, 1938: Drugs and the Maiden.
17. ↑  Find a Grave. Find a Grave. Архів оригіналу за 9 березня 2016. Процитовано 22 лютого 2022.
18. ↑  Find a grave. Find a Grave. Архів оригіналу за 10 червня 2016. Процитовано 22 лютого 2022.
19. ↑  John #6 "1790UMOH" Doe (Unknown-1936) - Find A... www.findagrave.com. Архів оригіналу за 18 листопада 2021. Процитовано 22 лютого 2022.
20. ↑  Badal, 2014, с. 22-28, September 5, 1934: The Lady of the Lake.
21. ↑  Martinelli, 2011, с. 50, Chapter 3: The Torso Murderer.
22. ↑  Badal, 2014, с. 29-48, September 23, 1935: Double Murder.
23. 1 2  Guerrieri, Vince (29 вересня 2002). Weiss, Sharon; Rozov, Zeev; Peled, Asaf (ред.). The Cleveland Torso Murderer: The Scariest Serial Killer You've Never Heard Of. Mental Floss. Minute Media (Pro Sportority (Israel) Ltd). Архів оригіналу за 1 жовтня 2020. Процитовано 7 вересня 2021.
24. ↑  Martinelli, 2011, с. 37—50, Chapter 3: The Torso Murderer.
25. ↑  Badal, 2014, с. 161-165, July 22, 1950: An Echo from the Past.
26. ↑  Los Angeles Police Department (1939). Detective Lloyd Hurst and Chemist Ray Pinker inspecting bones of murder victim in Los Angeles (JPEG) (Photograph). Cleveland State University. Процитовано 7 вересня 2021. Архівована копія. Архів оригіналу за 7 вересня 2021. Процитовано 22 лютого 2022.{{cite web}}:  Обслуговування CS1: Сторінки з текстом «archived copy» як значення параметру title (посилання)
27. ↑  Mellon, Steve (30 жовтня 2013). Burns, Keith C.; Block, John Robinson (ред.). Possible 'Mad Butcher' victims in McKees Rocks. Pittsburgh Post-Gazette. Block Communications. ISSN 1068-624X. Архів оригіналу за 8 вересня 2021. Процитовано 7 вересня 2021.
28. ↑  Frank Dolezal (1887-1939) - Find A Grave Memorial. www.findagrave.com. Архів оригіналу за 22 лютого 2022. Процитовано 22 лютого 2022.
29. ↑  Sulzberger, Arthur Hays, ред. (8 липня 1939). PRISONER ADMITS ONE TORSO SLAYING; Leads Cleveland Officers to Where He Threw Woman's Body. The New York Times. Т. 88, № 54. The Associated Press. с. 14. ISSN 0362-4331. OCLC 1645522. Архів оригіналу за 7 вересня 2021. Процитовано 7 вересня 2021.
30. 1 2 3 4 5  Badal, 2014, с. 166-174, Portrait of a Killer.
31. 1 2  Trickey, Eric (19 червня 2014). Schneider, Kim; Bigley II, James (ред.). Case Closed?. Cleveland Magazine. Great Lakes Publishing Company. Архів оригіналу за 8 березня 2017. Процитовано 7 вересня 2021.
32. ↑  Tucker, 2011, с. 11-45, One: The Real Eliot Ness.
33. ↑  Bovsun, Mara (30 червня 2013). York, Robert (ред.). Pile of bones: Eliot Ness hunted Cleveland serial killer, but mystery remains. New York Daily News. Daily News Enterprises/Tribune Publishing (Digital First Media). OCLC 9541172. Архів оригіналу за 2 липня 2013. Процитовано 7 вересня 2021.
34. ↑  Bellamy II, John (31 жовтня 1997). The Maniac in the Bushes: More True Tales of Cleveland Crime and Disaster (вид. 1st). Gray & Company, Publishers. ISBN 978-1886228191.
35. ↑  Guerrieri, Vince (26 квітня 2021). Ley, Tom; Wang, Jasper; Petchesky, Barry; Kalaf, Samer (ред.). Torso Murders, An Olympic Sex Scandal, And The Cleveland World's Fair That Wasn't. Defector. Архів оригіналу за 26 квітня 2021. Процитовано 7 вересня 2021.
36. ↑  Torso Revisited. Mulholland Books. 19 березня 2012. Архів оригіналу за 22 лютого 2022. Процитовано 22 лютого 2022. March 19, 2012
37. ↑  Feran, Tom (20 червня 2013). Quinn, Chris; Johnston, Laura (ред.). Film about the Cleveland Torso Murderer, who decapitated and mutilated 13 bodies: Whatever happened to?. Cleveland.com. Advance Local Media. Архів оригіналу за 7 вересня 2021. Процитовано 7 вересня 2021.
38. ↑  Jessica Ferri (23 березня 2018). 9 Episodes of Unsolved Mysteries That Still Give Us Nightmares. Архів оригіналу за 22 лютого 2022. Процитовано 22 лютого 2022.
39. ↑  The Ghastly Cleveland Torso Murders (англ.), архів оригіналу за 10 квітня 2022, процитовано 15 листопада 2021
40. ↑  In the Wake of the Butcher: Cleveland's Torso Murders ISBN 0-873-38689-2 p. 4
41. 1 2  Still Unsolved: Great True Murder Cases ISBN 1-854-80030-2 p.95

## Зовнішні посилання
- Вбивства торсом у Клівленді
- Карта Google вбивств торсом [Архівовано 11 січня 2014 у Wayback Machine.]
- Вбивства в Кінгсбері
- Torso Killer, каталог посилань Open Directory Project